# Jan Železný (cardinale)
Jan Železný (Praga, 1360 circa – Esztergom, 9 ottobre 1430) è stato un cardinale e vescovo cattolico ceco.
È conosciuto anche con il nome tedesco di Johann von Bucka.

## Biografia
Nacque da una famiglia patrizia di Praga, figlio di Hána e di Agnes. Entrò nell'ordine dei Canonici Regolari Premostratensi.
Nel 1392 fu nominato da papa Bonifacio IX vescovo di Litomyšl. Consigliere del re Venceslao IV di Boemia, divenne amministratore del regno quando questi fu arrestato nel 1402-1403.
Il 14 febbraio 1418 fu trasferito alla sede episcopale di Olomouc, mantenendo in amministrazione la diocesi di Litomyšl fino al 1420. Partecipò al concilio di Costanza. Il 13 agosto 1421 fu nominato da papa Martino V amministratore della sede metropolitana di Praga, incarico che mantenne fino alla morte.
Fu creato cardinale presbitero da papa Martino V nel concistoro del 24 maggio 1426. Tre giorni dopo ricevette il titolo cardinalizio di San Ciriaco alle Terme Diocleziane, conservando tutti i suoi incarichi episcopali, ai quali si aggiunse nel 1429 l'amministrazione della diocesi di Vác in Ungheria. Negli ultimi anni della sua vita, visse alla corte del re Sigismondo d'Ungheria.
È morto a Esztergom il 9 ottobre 1430 ed è stato sepolto nella cattedrale di Vác.